# Червоний, білий та королівський синій (фільм)
«Червоний, білий та королівський синій» (англ. Red, White & Royal Blue) — американська романтична комедія 2023 року, дебютна повнометражна робота режисера Метью Лопеса, за сценарієм, який він написав у співавторстві із Тедом Малавером. Фільм заснований на однойменному романі Кейсі Макквістон та оповідає про любовні стосунки між сином президента Сполучених Штатів (Тейлор Захар Перес) та британським принцом (Ніколас Голіцин). У ролях другого плану зіграли Ума Турман, Кліфтон Коллінз мол., Сара Шахі, Рейчел Хілсон, Еллі Бамбер, Анеш Шет, Поло Морін та Стівен Фрай у ролі британського монарха.
Оголошення про розробку фільму із Грегом Берланті у ролі продюсера «Amazon Studios» оголосила 2019 року. 2021-го було затверджено режисера Метью Лопеса та співавтора сценарію Малавера. Зйомки проходили в Англії з червня по серпень 2022 року.
Прем’єра фільму відбулася 22 липня 2023 року на виставці BFI IMAX у Лондоні та вийшов 11 серпня на «Amazon Prime Video». Фільм став останнім, який було випущено під назвою «Amazon Studios» до того, як студія змінила назву на «Amazon MGM Studios».

## Сюжет
Алекс Клермонт-Діас — син Еллен Клермонт, першої президентки Сполучених Штатів, яка балотується на переобрання. Під час свого візиту до Сполученого Королівства на королівське весілля він має фізичну сварку з Генрі, британським принцом. Цей інцидент фотографують і широко розголошують, причому обидві сторони змушують Алекса та Генрі прикинутися друзями, щоб запобігти переростанню повномасштабної дипломатичної та медійної кризи, яка б відвернула увагу матері Алекса від участі у виборах. Згодом вони зближуються, зав’язують стосунки і зрештою закохуються.

## Актори
- Тейлор Захар Перес — Алекс Клермонт-Діас, син президента США
- Ніколас Голіцин — принц Генрі, британський принц, спадкоємець британського престолу
- Ума Турман — Еллен Клермонт, перша жінка-президент Сполучених Штатів і мати Алекса
- Кліфтон Коллінз мл. — сенатор Оскар Діас, батько Алекса
- Сара Шахі — заступник керівника апарату Еллен Клермонт
- Рейчел Хілсон — Нора Холлеран, найкраща подруга Алекса та онука віце-президента Сполучених Штатів
- Стівен Фрай — Яків III, король Сполученого Королівства та дід принца Генрі
- Еллі Бамбер — принцеса Беатріс, молодша сестра принца Генрі
- Томас Флінн — принц Філіп, старший брат принца Генрі
- Малкольм Атобра — Персі Оконджо, найкращий друг принца Генрі
- Акшай Кханна — Шаан Шрівістава, конний принца Генріха
- Шерон Д. Кларк — прем'єр-міністром Великобританії
- Анеш Шет — Емі, агент Секретної служби США
- Хуан Кастано — Мігель Рамос, політичний журналіст та колишній оман Алекса
- Дональд Сейдж Маккей грає Джеффрі Річардса, кандидата від Республіканської партії, який протистоїть Еллен Клермонт на президентських виборах, а Рейчел Меддоу та Джой Рейд з'являються в ролі самих себе. Кейсі Макквістон, авторка оригінального роману, грає у фільмі епізодичну роль спічрайтера Еллен Клермонт[3]

## Виробництво

### Розробка
У квітні 2019 року повідомили, що Amazon Studios виграла права на фільм, який буде створено студією Berlanti Productions. У жовтні 2021 року повідомлялося, що Меттью Лопеза найняли режисером та Тед Малавер вже написав чернетку сценарію.

### Кастинг
У червні 2022 року Тейлор Захар Перес і Ніколас Голіцин були обрані на головні ролі у фільмі, які зіграють Алекса Клермонт-Діаса та принца Генрі відповідно. Уму Турман підтвердили на роль Еллен Клермонт. Кліфтон Коллінз мл., Стівен Фрай, Сара Шахі, Рейчел Хілсон, Еллі Бамбер, Анеш Шет, Поло Морін, Ахмед Елхадж і Акшай Кханна також приєдналися до акторського складу. Виробництво почалося у Великобританії того ж місяця. У липні 2022 року були обрані Шерон Д. Кларк, Малкольм Атобра та Томас Флінн.

## Прем'єра
Прем'єра фільму відбулася 11 серпня 2023 року на Amazon Prime Video.